# Louis Marin Charette de La Contrie
Louis Marin Charette de La Contrie, (Couffé (Loira Atlàntic), 17 d'abril, 1759 - Saint-Denis-la-Chevasse (Loira Atlàntic), 21 de febrer, 1796), va ser un oficial francès aleshores combatent i líder de la divisió reialista durant la guerra de Vendée.

## Biografia
Louis Marin Charette de La Contrie, era el germà gran de François Athanase Charette de La Contrie.
Louis Marin Charette va decidir fer carrera a l'exèrcit. A l'inici de la Revolució Francesa va ser tinent del regiment de Viennois. Deixà l'exèrcit l'any 1790, més o menys a la mateixa època que el seu germà. El novembre de 1790 es casà amb Marie Jeanne Loaisel i s'instal·là a Nantes, parròquia de Saint-Clément, El seu nom no apareix en cap llista d'emigració.
Inicialment, Louis Marin Charette es va mantenir allunyat de la insurrecció de Vendée. Entre l'abril de 1792 i el gener de 1795 va romandre domiciliat a La Chapelle-sur-Erdre, al nord de Nantes.
Es va unir al seu germà a principis de 1795, en el moment de les negociacions de Jaunaye. El juny de 1795 després de la captura d'Henri Allard, François Athanase Charette va lliurar el comandament de la divisió Sables-d'Olonne a Louis Marin. El 27 de juny, aquest va manar l'atac a Beaulieu-sous-la-Roche, on va destruir un comboi republicà.
Louis Marin va continuar lluitant al costat del seu germà i va morir en la batalla de La Bégaudière, entre Saint-Sulpice-le-Verdon i Saint-Denis-la-Chevasse, el 21 de febrer de 1796.
Entre els seus fills hi ha Charles Athanase Marie de Charette de La Contrie, nascut el 14 de gener de 1796.